# Le Coon contre le Coon et sa bande
Le Coon contre le Coon et sa bande (Coon vs Coon & Friends en VO) est le treizième épisode de la saison 14 de South Park. Il est diffusé pour la première fois sur Comedy Central aux États-Unis le 10 novembre 2010. Il est le troisième épisode d'une trilogie consécutive commencée avec l'épisode Captain Konstadt.

## Synopsis
Le Coon et son nouvel allié Cthulhu sèment la terreur et envoient les membres du Coon & sa Bande dans la Dimension de l'Oubli. Mystérion fait l'épreuve de ses pouvoirs pour sauver ses amis alors qu'un mystérieux sauveur sorti de nulle part pourrait bien lui voler la vedette...

## Morts de Kenny
- Vexé du fait que ses amis ne se souviennent pas qu'il était mort la veille, il se suicide devant ses amis en leur demandant de se souvenir qu'il est mort. En vain puisqu'ils ne s'en souviennent plus à nouveau.
- Il se suicide dans la Cité Engloutie de R'lyeh afin de retourner dans le monde réel et sauver ses amis.
- Il se suicide une troisième fois, prétendant avoir sommeil, peu après la victoire de Praline-Menthe-Cerise, vexé de n'avoir rien pu faire, et surtout du fait que ses amis ne se souviennent toujours pas de son pouvoir. C'est à ce moment que l'on découvre l'origine de ce dernier.

## Origine du pouvoir d'immortalité de Kenny
On apprend dans cet épisode pourquoi Kenny est immortel : ses parents allaient a une époque aux réunions du culte de Cthulhu, pour avoir des boissons gratuites. Depuis, à chaque fois qu'il meurt, il renaît (sa mère accouche de nouveau de lui en quelques instants) et regrandit en une nuit pour finalement reprendre son apparence normale (âgé de 9 ou 10 ans avec un anorak orange).